# Dricochile
Dricochile es un  género de coleópteros adéfagos de la familia Carabidae.  Es el único género de la subtribu Dicrochilina.

## Especies
Comprende las siguientes especies:
- Dicrochile artensis Perroud, 1864
- Dicrochile brevicollis (Chaudoir, 1852)
- Dicrochile caledonica, Perroud 1864
- Dicrochile gigas Castelnau, 1867
- Dicrochile goryi (Boisduval, 1835)
- Dicrochile idae Moore, 1985
- Dicrochile minuta Castelnau, 1867
- Dicrochile punctatostriata Castelnau, 1867
- Dicrochile punctipennis Castelnau, 1867
- Dicrochile punctulata Sloane, 1923
- Dicrochile quadricollis Castelnau, 1867
- Dicrochile ventralis Blackburn, 1891